# Tunic
《Tunic》（原訂名「Secret Legend」）是一款由加拿大独立开发商Andrew Shouldice开发、Finji发行的动作冒险游戏，于2022年3月在Microsoft Windows、macOS、Xbox Series X/S和Xbox One平台上发布，并于同年9月在PlayStation 4、PlayStation 5和任天堂Switch平台上发布。

## 游戏玩法
游戏中，玩家会扮演一只小狐狸，在等轴视角下探索世界，寻找宝箱、收集道具、与敌人战斗并解开重重谜题。本作在游戏设计上包含类塞尔达风格游戏及魂类游戏的要素，玩家需要在收集到必要的武器或能力后才能进入并探索新的地图区域；而且玩家死亡后会掉落一定数量的金钱并在原地留下一个形似幽灵的“灵魂回响”，玩家需要返回死亡地点将其回收才能取回这些金钱，但若在途中再次死亡则会永久失去这些金钱；同时游戏当中还隐藏着大量谜题，玩家需要充分利用自己收集到的信息来寻找破解谜题的方法。
游戏流程的指引和提示大部分都写在一本游戏手册当中，玩家需要在探险的路上不断收集散落在世界各处的纸页来补全这本手册，从中学习战斗技巧和提升能力属性的方法，了解地图、剧情乃至游戏最核心的秘密。但游戏中绝大部分提示性内容都由一种神秘的“立方体文字”写成，无法直接解读，其中只夹杂着少量能够被玩家读懂的文字，使玩家从中了解最基本的线索，而剩余被隐藏在神秘文字当中的信息需要玩家进行深入的解谜才能破解。游戏手册收集的完成与否也关系到玩家最终面临的游戏结局。

## 剧情
根据游戏手册中立方体文字的记载，这片土地上很久以前生活着一个强大的文明，他们信仰着圣洁的十字架的力量，理解了现实世界的本质。他们从现实来到了遥远彼岸，并发现了两者之间蕴藏的力量，这股力量的现实形态是一种散发着紫色能量且有着奇特外表的狐狸，它能够撬动现实，藐视死亡。那个文明把这种奇异狐狸关进方碑外形的石棺当中并埋入地下藏了起来。后来一位头戴英雄月桂环的探险家来到墓地，揭示了方碑的真相，发现了藏在其中的力量，于是狐狸们在墓地旁建起了一座大教堂，转而开始信仰这种力量，并通过祈祷的方式来使用它。
然而这股力量受到了滥用，导致现实的支点受到破坏，世界陷入了灾难。为了阻止这场灾难，狐狸们把那位英雄探险家和方碑的秘密封印了起来，并且不再使用方碑的力量。而这一切也吸引着后来的探险家来到这片土地上探索，他们在冒险当中不断提升自己的力量，最后解除封印，打败上一任英雄，成为他的继承者，并取代他再次接受封印。但在这一代代的继承循环当中，狐狸文明其实一直都在等待一个契机，他们希望一只真正拥有智慧的狐狸探险家前来打破这个循环，找回他们曾经对圣洁的十字架的信仰，让智慧永远传承下去。
游戏的主角小狐狸如今踏上了这片土地，开始了他的冒险。他发现了被封印在遥远彼岸中的大狐狸，在探险的路上找到了旧日的探险家留下的各种武器，在敌人的考验之中不断变强，历经千辛万苦集齐了解开封印的三色钥匙。随后他发现大狐狸的真实身份就是英雄的继承者之一，而方碑之中隐藏的真相和圣洁的十字架的秘密也随着探险的推进逐渐浮出水面。最后他将会在两种结局当中做出抉择：一是打败继承者，让继承的循环持续下去，二是依靠自己的智慧发现圣洁的十字架的秘密，找出藏在世界各地的黄金大道，最后分享并传承这些智慧。
如果小狐狸最终没能找齐游戏手册的所有残页，他将会面临结局一，前去再次挑战继承者，取代她的地位进入封印，完成新一轮循环，并等待下一代探险家来到这片土地上。而如果小狐狸不懈研究圣洁的十字架的秘密，集齐所有残页并完成游戏手册，那么他将会面临结局二，把游戏手册当中的智慧分享给继承者。继承者会通过手册回想起自己旧日的探险时光，受到智慧的启发，恢复肉身，最后和小狐狸快乐地生活在一起，而狐狸文明也会因为圣洁的十字架的回归而重新步入正轨。

## 开发
《Tunic》（起初命名为“Secret Legend”）由Andrew Shouldice一人独立开发，此前他曾在Silverback Productions参与游戏开发工作约6年。2015年，他在参与过几场Ludum Dare游戏开发竞赛并取得一定成绩之后产生了全职独立开发游戏的想法，随后他决定从Silverback Productions离职，并投身于独立游戏的开发当中。
Shouldice称这款游戏的灵感来源于“某个经典的寻找三角的游戏”，即《塞尔达传说》系列。玩家需要在游戏中收集游戏手册的纸页，而这本手册的美术风格受到了《塞尔达传说》和《林克的冒险》这两部红白机游戏附赠的指导手册极大的启发。他的开发工作引起了Adam Saltsman名下的发行商Finji的关注，Finji提出自己将利用他们此前在PlayStation VR平台上发行《Moss》的经验来帮助Shouldice发行和完善游戏。游戏配乐方面则由Lifeformed和Janice Kwan完成，其中Lifeformed此前曾为2012年游戏Dustforce制作配乐。
在2017年电子娱乐展上，该作由原名《Secret Legend》更名为《Tunic》, 并宣布Finji将协助Shouldice发行游戏。次年的2018年电子娱乐展宣布Xbox One将是该作唯一的主机版发行平台，同时游戏还将在Microsoft Windows平台上发布。
2022年3月16日，《Tunic》在Microsoft Windows、macOS和Xbox One平台上发布，并于同日加入Xbox Game Pass。
2022年9月27日，《Tunic》在PlayStation 4、PlayStation 5和Nintendo Switch平台上发布。

## 評價
本作獲得良好的評價，在各平台都獲得綜合分數為85分的成績。有評鑑認為在地圖設計及敵人設置有一定考量並進行創作改良，喜歡過往的薩爾達系列的玩家亦可以得到有趣的遊戲體驗 。